# Les Pennes-Mirabeau
Les Pennes-Mirabeau település Franciaországban, Bouches-du-Rhône megyében. Lakosainak száma 22 423 fő (2022. január 1.). Les Pennes-Mirabeau Bouc-Bel-Air, Cabriès, Gignac-la-Nerthe, Le Rove, Saint-Victoret, Septèmes-les-Vallons, Vitrolles és Marseille községekkel határos.

## Népesség
A település népességének változása:
| Lakosok száma | 10 146 | 15 691 | 18 599 | 20 231 | 20 492 | 21 387 | 21 046 | 21 623 | 21 897 | 22 423 |
|               | 1968   | 1982   | 1990   | 2006   | 2014   | 2015   | 2017   | 2019   | 2020   | 2022   |